# 圖里亞河 (西班牙)

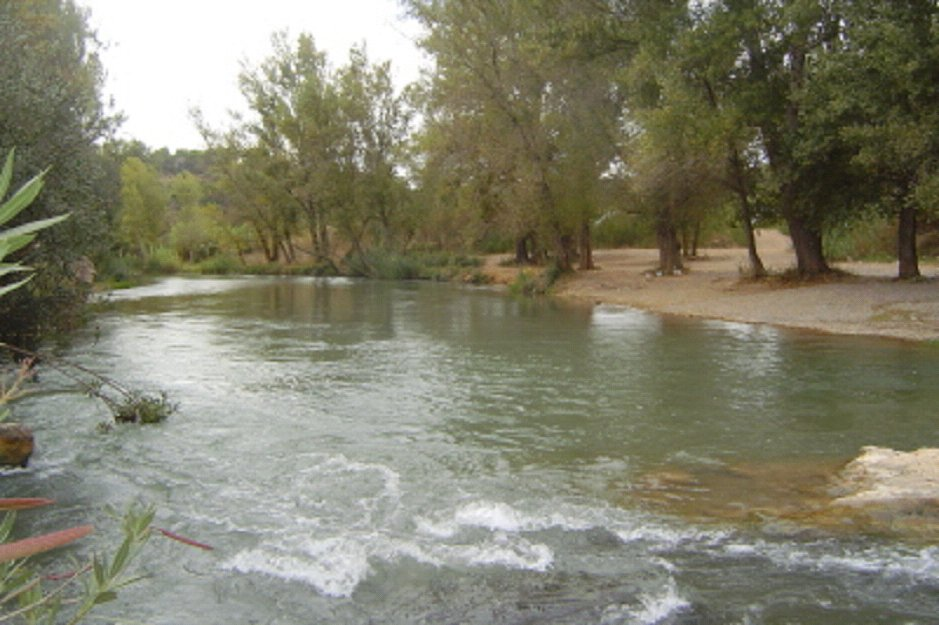
圖里亞河貝納瓜西爾鎮段

圖里亞河（西班牙語：Río Turia）是西班牙的河流，流經阿拉貢自治區、卡斯提亞-拉曼查和華倫西亞自治區，河道全長280公里，流域面積6,394平方公里，最終在華倫西亞注入地中海。

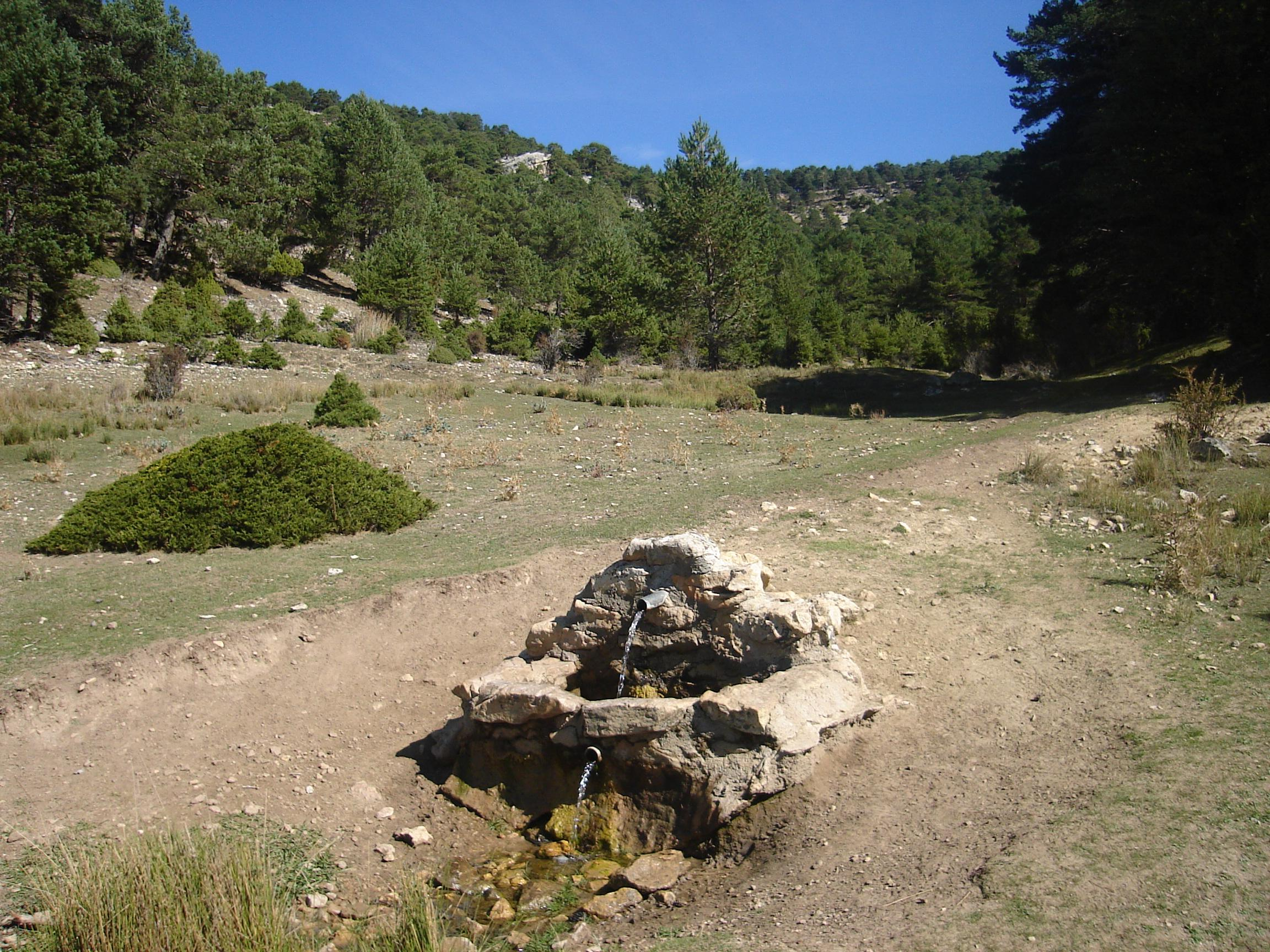
圖里亞河近源頭處
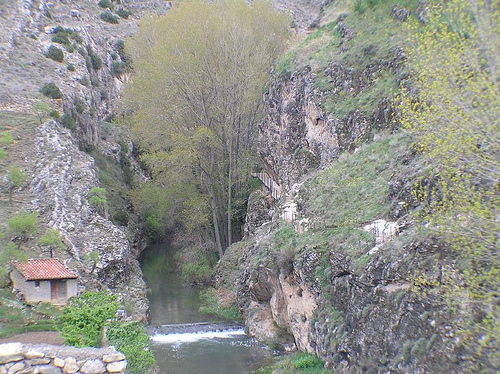
圖里亞河阿爾瓦拉辛鎮段

## 外部連結
- Flight over River Turia video（页面存档备份，存于）
- River Turia information with maps （页面存档备份，存于）

39°33′55.93″N 0°35′33.42″W / 39.5655361°N 0.5926167°W